# Амисс, Лоик
Лоик Амисс (фр. Loïc Amisse; род. 9 августа 1954, Нант, метрополия Франции) — французский футболист и футбольный тренер, выступавший на позиции полузащитника. Участник летних Олимпийских игр (1976).

## Карьера

### Клубная карьера
Во взрослом футболе дебютировал в 1973 году в клубе «Нант», за который выступал на протяжении большей части своей игровой карьеры, продолжавшейся 18 лет. Вместе с командой трижды становился чемпионом Франции в сезонах 1976/77, 1979/80 и 1982/83, а также в сезоне 1978/79 стал обладателем национального кубка. Всего в составе клуба принял участие в 503 матчах, в которых отметился 86 забитыми мячами.
В 1990 году на один сезон присоединился к другому французскому клубу «Анже», где и завершил карьеру футболиста в 1991 году в возрасте 37 лет.

### Карьера в сборной
В 1977 году дебютировал в официальных матчах в составе сборной Франции по футболу. Кроме того, в 1976 году входил в состав команды, представлявшей Францию на футбольном турнире летних Олимпийских игр в Монреале.
Всего в составе национальной команды принял участие в 12 матчах, отметившись двумя забитыми мячами.

### Тренерская карьера
Сразу после завершения игровой карьеры Амисс был назначен помощником главного тренера своего бывшего клуба «Нант», проработав на этом посту до 2003 года, когда он возглавил тренерский штаб команды. В 2004 году Амисс покинул тренерский пост, начав работу с резервным составом клуба.
В 2014 году он вновь ненадолго вернулся в основной состав команды, став ассистентом её главного тренера.

## Достижения
«Нант»
- Чемпион Франции: 1976/77, 1979/80, 1982/83
- Обладатель Кубка Франции: 1978/79